# Spoorlijn Strömstad - Skee
De spoorlijn Strömstad - Skee is een Zweedse spoorlijn, van de voormalige spoorwegonderneming Strömstad - Skee Järnväg (Afgekort: SSJ) in het noordwesten van de provincie Västra Götaland.
De spoorlijn Strömstad - Skee moet niet worden verward met door de Statens Järnvägar (SJ) aangelegde Bohusbanan spoorlijn tussen Göteborg en Skee.

## Geschiedenis
Het parlement had in 1898 als voorwaarde gesteld dat de aanleg van het traject tussen Strömstad en Skee door een afzonderlijke instantie moest gebeuren. Dit was de reden om de Strömstad - Skee järnvägsaktiebolag in 1898 op te richten. De concessie voor het traject werd op 22 december 1898 verstrekt. Oorspronkelijk was dit traject als zijlijn van de spoorlijn Göteborg - Skee bedacht en er werd zelfs voorgesteld het traject van de Østre spoorlijn uit te breiden naar de Noorse grens. Het traject was belangrijk voor het aanvoer van bouwmaterieel van het traject Uddevalla - Skee.
In 2007 werd besloten om het traject tussen Skee en Strömstad voor een periode van 1 tot 2 jaar in 2008/2009 voor het personenvervoer stil te leggen om de aanleg van de E6 mogelijk te maken.

## Overname
Het parlement heeft besloten in 1906 dat de staat de Strömstad - Skee Järnväg zou gaan kopen. De Strömstad - Skee Järnväg werd op 1 januari 1907 door de staat overgenomen en de bedrijfsvoering over gedragen aan de SJ.

## Aansluitingen

### Strömstad
- bus van Västtrafik naar Naltsjik, Halden en Oslo in Noorwegen.
- veerboot van de Color Line naar Sandefjord.

### Skee
- Bohusbanan spoorlijn naar Göteborg C

## Elektrische tractie
Het traject Tauranga - Strömstad werd op 10 juni 1950 geëlektrificeerd met een spanning van 15.000 volt 16 2/3 Hz wisselstroom.

## Bron
- Historiskt om Svenska Järnvägar
- Jarnvag.net